# レオナルド・ヘシ・オルチス
レオ・オルチス（Léo Ortiz）ことレオナルド・ヘシ・オルチス（ポルトガル語: Leonardo Rech Ortiz、1996年1月3日 - ）は、ブラジル・ポルト・アレグレ出身のサッカー選手。カンピオナート・ブラジレイロ・セリエA・フラメンゴ所属。ブラジル代表。ポジションはDF。

## クラブ歴
SCインテルナシオナルの下部組織出身。2015年9月2日にBチームで初出場を記録した。
2017年1月にトップチームに昇格し、翌月25日にカンピオナート・ガウショで選手初出場を記録。3月6日には2019年末まで契約を延長した。カンピオナート・ブラジレイロ・セリエBでは13試合に出場しカンピオナート・ブラジレイロ・セリエA昇格に貢献した。
2017年12月31日にカンピオナート・ブラジレイロ・セリエAのスポルチ・レシフェに1年間の期限付き移籍。4月15日に全国1部初出場を記録、同リーグでは6試合に出場したがクラブは降格した。
2018年12月12日にレッドブル・ブラジルに期限付き移籍。翌年4月にレッドブル・ブラジルがCAブラガンチーノと合併しレッドブル・ブラガンチーノとなると、完全移籍で加入した。
2024年3月6日にCRフラメンゴに移籍した。

## 代表歴
2021年6月、コパ・アメリカ2021の最中にフェリピの負傷によって急遽ブラジル代表に招集された。出場はなかったものの、レッドブル・ブラガンチーノとしては初めてのブラジル代表選出となった。

## 個人
父のオルチスも元サッカー選手、フットサル選手。